# Алекс Салмънд
Александър Елиът Андерсън Салмънд (на английски: Alexander Elliot Anderson Salmond, по известен като Алекс Салмънд, на английски: Alex Salmond; на шотландски келтски: Ailig Salmond) е шотландски политик, председател на Шотландската национална партия в периода 1990-2000 година и след 2004 година.

## Биография
Алекс Салмънд е роден на 31 декември 1954 година в град Линлитгоу, Шотландия. Завършва Университът на Сейнт Андрюс. През 1981 година, когато е на 26 години, сключва брак със съпругата си Мойра, която е със 17 години по-голяма от него. Те се запознават, когато и двамата работят като държавни служители в Департамента по земеделие.
В периода от 1980 до 1987 година работи в Кралската банка на Шотландия.